# Amando Fontes
Amando Fontes (* 15. Mai 1899 in Santos, São Paulo, Brasilien; † 1. Dezember 1967) war ein brasilianischer Schriftsteller und Politiker.

## Leben
Die Familie von Amando Fontes stammte aus Sergipe. 1904 ließ sich die Familie in der dortigen Hauptstadt Aracaju nieder. Nachdem Fontes mit der Schule abgeschlossen hatte, arbeitete er einige Zeit als freischaffender Journalist, bis er die  Möglichkeit fand, nach Rio de Janeiro zu gehen, um dort Medizin zu studieren.
Dort machte Fontes bald schon die Bekanntschaft mit Jackson de Figueiredo Martin und schloss sich dessen literarischen Zirkel an. In diesem Umfeld begann Fontes ebenfalls literarisch zu arbeiten und schuf in der Folgezeit hauptsächlich Gedichte. Um 1918 begann er mit den Arbeiten zu seinem ersten Roman „Os corumbas“. Sein Medizinstudium brach er ab und verdiente sich ab dieser Zeit seinen Lebensunterhalt als Steuerbeamter. Später wurde er nach Salvador da Bahia, der Hauptstadt des Bundesstaates Bahia versetzt.
In Salvador da Bahia begann Fontes Jura zu studieren und schloss dieses Studium 1928 erfolgreich ab. Zwei Jahre später wurde er in Rio de Janeiro als Rechtsanwalt zugelassen. Meistenteils arbeitete er aber an seinem literarischen Werken und konnte 1933 mit seinem Roman „Os corumbas“ debütieren. Publikum wie auch Literaturkritik waren begeistert und mit seinem Debüt-Roman
gewann er den Felipe-de-Oliveira-Preis. Der Schriftsteller João Ubaldo Ribeiro bemerkte dazu:
- Poucos livros que sejam tão bem arquitetados como os corumbas. As paisagens sao de colorido largo e absolutamente verdadeiro no seu naturalismo. Nao há uma só falha de realismo ...

Politisch engagiert, wurde Fontes für einige Jahre als Abgeordneter in die Landesregierung gewählt. 1937 konnte er seinen zweiten Roman „Rua do Siriri“ veröffentlichen, mit dem er allerdings nicht mehr an seinen früheren Erfolg anknüpfen konnte. Sein dritter und letzter Roman „O deputado Santos Lima“ stand zwar 1967 kurz vor der Veröffentlichung; doch durch den Tod des Autors wurde diese verhindert.

## Werke
- Os Corumbas. Romance. Olympio, Rio de Janeiro 2003, ISBN 85-03-00800-9.
- Rua do Siriri. Ed. de Ouro, Rio de Janeiro 2007, ISBN 978-85-00-90760-9.